# Regions Morgan Keegan Championships and the Cellular South Cup 2006
Il Regions Morgan Keegan Championships and the Cellular South Cup 2006 è stato un torneo giocato sul cemento indoor del Racquet Club of Memphis a Memphis nel Tennessee. 
È stata la 105ª edizione del Regions Morgan Keegan Championships e la 21ª del Cellular South Cup,
facente parte dell'ATP International Series Gold nell'ambito dell'ATP Tour 2006, 
e del Tier III nell'ambito del WTA Tour 2006.

## Campioni

### Singolare maschile
Tommy Haas ha battuto in finale  Robin Söderling con il punteggio di 6–3, 6–2

### Singolare femminile
Sofia Arvidsson ha battuto in finale  Marta Domachowska con il punteggio di 6–2, 2–6, 6–3

### Doppio maschile
Chris Haggard /  Ivo Karlović hanno battuto in finale  James Blake /  Mardy Fish con il punteggio di 0–6, 7–5, [10–5]

### Doppio femminile
Lisa Raymond /  Samantha Stosur hanno battuto in finale  Viktoryja Azaranka /  Caroline Wozniacki con il punteggio di 7–6(2), 6–3